# Algoritmo TFQMR
El Algoritmo TFQMR fue creado para resolver el sistema lineal {\displaystyle Ax=b} donde {\displaystyle A} es una matriz cuadrada que no requiere ser simétrica.

## Introducción
El algoritmo Transpose-Free Quasi-Minimal Residual se basa en mejoras de rendimiento hechas a los algoritmos que usan el cálculo de operaciones con la matriz transpuesta como el Algoritmo QMR, fue creado por Roland W. Freund en 1993.

## Transpose-Free QMR
este algoritmo es una variante de los llamados algoritmos libres de traspuesta (Transpose-Free), lo cual mejora el rendimiento del algoritmo, ya que en lugar de estar calculando por cada iteración dos productos de matrices {\displaystyle Ax} y {\displaystyle A^{T}x}, se realiza solo uno, este algoritmo usa un paso intermedio en la actualización de la solución del sistema {\displaystyle Ax=b}.